# Gran Premio motociclistico di Gran Bretagna 2009
Il Gran Premio motociclistico di Gran Bretagna 2009 corso il 26 luglio, è stato il decimo Gran Premio della stagione 2009 e ha visto vincere Andrea Dovizioso in MotoGP, Hiroshi Aoyama nella classe 250 e Julián Simón nella classe 125.

## MotoGP

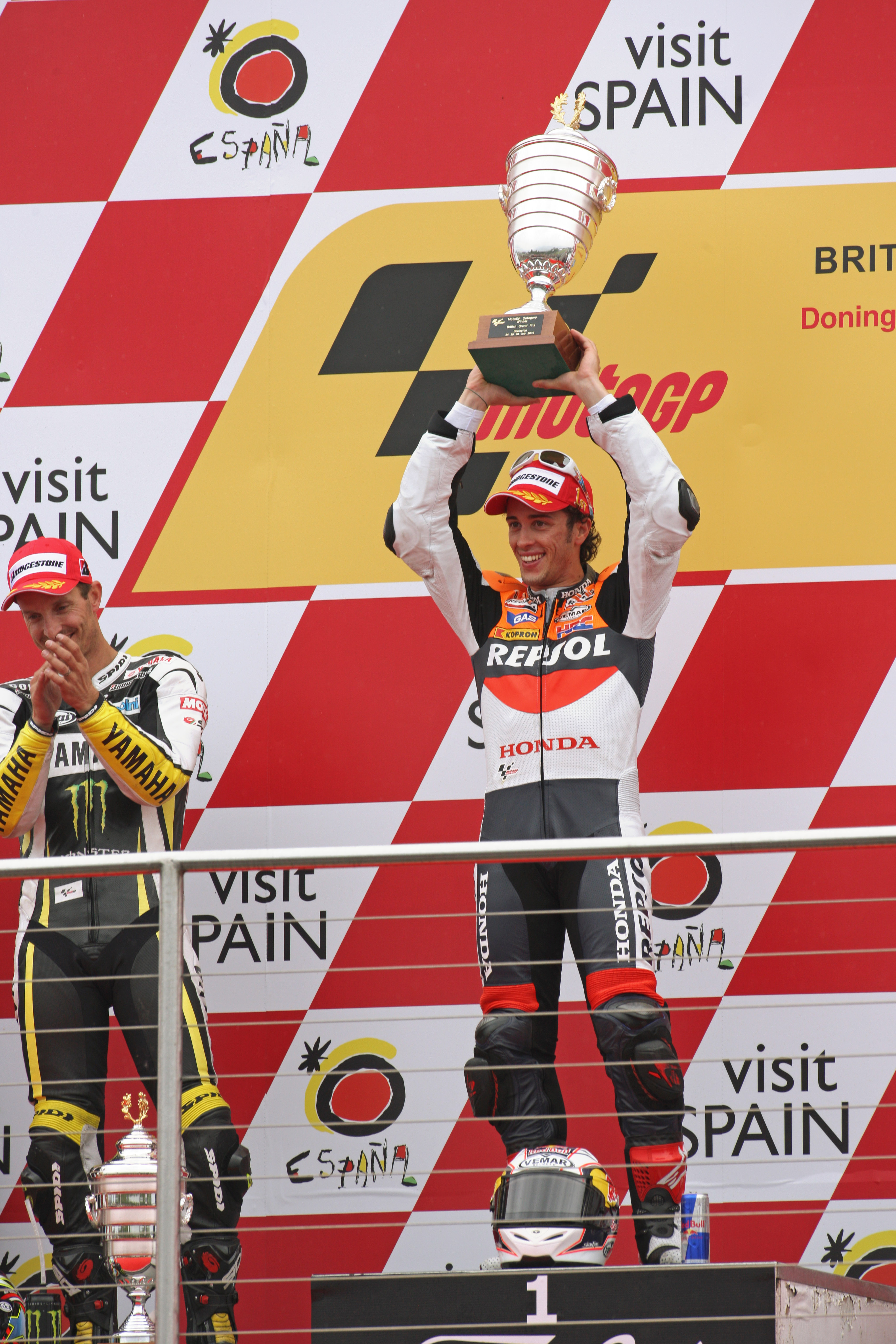
Dovizioso sul palco di premiazione del podio, alza il trofeo riservato al primo classificato della gara della classe MotoGP. Alla sua destra Edwards, giunto secondo

### Arrivati al traguardo
| Pos | Nº | Pilota           | Squadra                 | Motocicletta | Giri | Tempo     | Griglia | Punti |
| --- | -- | ---------------- | ----------------------- | ------------ | ---- | --------- | ------- | ----- |
| 1   | 4  | Andrea Dovizioso | Repsol Honda            | Honda        | 30   | 48:26.267 | 5       | 25    |
| 2   | 5  | Colin Edwards    | Monster Yamaha Tech 3   | Yamaha       | 30   | +1.360    | 6       | 20    |
| 3   | 14 | Randy de Puniet  | LCR Honda               | Honda        | 30   | +1.600    | 10      | 16    |
| 4   | 15 | Alex De Angelis  | San Carlo Honda Gresini | Honda        | 30   | +8.958    | 12      | 13    |
| 5   | 46 | Valentino Rossi  | Fiat Yamaha             | Yamaha       | 30   | +21.622   | 1       | 11    |
| 6   | 52 | James Toseland   | Monster Yamaha Tech 3   | Yamaha       | 30   | +22.465   | 9       | 10    |
| 7   | 33 | Marco Melandri   | Hayate Racing           | Kawasaki     | 30   | +35.284   | 7       | 9     |
| 8   | 88 | Niccolò Canepa   | Pramac Racing           | Ducati       | 30   | +38.769   | 16      | 8     |
| 9   | 3  | Dani Pedrosa     | Repsol Honda            | Honda        | 30   | +42.112   | 2       | 7     |
| 10  | 36 | Mika Kallio      | Pramac Racing           | Ducati       | 30   | +45.845   | 11      | 6     |
| 11  | 65 | Loris Capirossi  | Rizla Suzuki            | Suzuki       | 30   | +53.190   | 14      | 5     |
| 12  | 41 | Gábor Talmácsi   | Scot Racing             | Honda        | 30   | +1:12.315 | 17      | 4     |
| 13  | 7  | Chris Vermeulen  | Rizla Suzuki            | Suzuki       | 30   | +1:20.398 | 13      | 3     |
| 14  | 27 | Casey Stoner     | Ducati Marlboro         | Ducati       | 29   | +1 giro   | 4       | 2     |
| 15  | 69 | Nicky Hayden     | Ducati Marlboro         | Ducati       | 29   | +1 giro   | 15      | 1     |

### Ritirati
| Nº | Pilota        | Squadra                 | Motocicletta | Giri | Griglia |
| -- | ------------- | ----------------------- | ------------ | ---- | ------- |
| 99 | Jorge Lorenzo | Fiat Yamaha             | Yamaha       | 8    | 3       |
| 24 | Toni Elías    | San Carlo Honda Gresini | Honda        | 7    | 8       |

## Classe 250

### Arrivati al traguardo
| Pos | Nº | Pilota            | Squadra                     | Motocicletta | Giri | Tempo     | Griglia | Punti |
| --- | -- | ----------------- | --------------------------- | ------------ | ---- | --------- | ------- | ----- |
| 1   | 4  | Hiroshi Aoyama    | Scot Racing                 | Honda        | 27   | 45:17.516 | 3       | 25    |
| 2   | 19 | Álvaro Bautista   | Mapfre Aspar                | Aprilia      | 27   | +5.723    | 6       | 20    |
| 3   | 75 | Mattia Pasini     | Toth Aprilia                | Aprilia      | 27   | +36.161   | 7       | 16    |
| 4   | 58 | Marco Simoncelli  | Metis Gilera                | Gilera       | 27   | +36.776   | 2       | 13    |
| 5   | 63 | Mike Di Meglio    | Mapfre Aspar                | Aprilia      | 27   | +41.418   | 5       | 11    |
| 6   | 6  | Alex Debón        | Aeropuerto-Castello-Blusens | Aprilia      | 27   | +41.938   | 4       | 10    |
| 7   | 35 | Raffaele De Rosa  | Scot Racing                 | Honda        | 27   | +57.483   | 11      | 9     |
| 8   | 40 | Héctor Barberá    | Pepe World Team             | Aprilia      | 27   | +59.975   | 1       | 8     |
| 9   | 12 | Thomas Lüthi      | Emmi - Caffe Latte          | Aprilia      | 27   | +1:14.852 | 12      | 7     |
| 10  | 55 | Héctor Faubel     | Honda SAG                   | Honda        | 27   | +1:16.927 | 14      | 6     |
| 11  | 16 | Jules Cluzel      | Matteoni Racing             | Aprilia      | 27   | +1:21.356 | 15      | 5     |
| 12  | 52 | Lukáš Pešek       | Auto Kelly - CP             | Aprilia      | 27   | +1:21.665 | 10      | 4     |
| 13  | 15 | Roberto Locatelli | Metis Gilera                | Gilera       | 27   | +1:29.576 | 13      | 3     |
| 14  | 17 | Karel Abraham     | Cardion AB Motoracing       | Aprilia      | 26   | +1 giro   | 9       | 2     |
| 15  | 48 | Shōya Tomizawa    | CIP Moto - GP250            | Honda        | 26   | +1 giro   | 17      | 1     |
| 16  | 25 | Alex Baldolini    | WTR San Marino              | Aprilia      | 26   | +1 giro   | 16      |       |
| 17  | 10 | Imre Tóth         | Toth Aprilia                | Aprilia      | 26   | +1 giro   | 18      |       |
| 18  | 64 | Luke Mossey       | Sabresport Grand Prix       | Aprilia      | 26   | +1 giro   | 24      |       |
| 19  | 53 | Valentin Debise   | CIP Moto - GP250            | Honda        | 25   | +2 giri   | 21      |       |
| 20  | 7  | Axel Pons         | Pepe World Team             | Aprilia      | 25   | +2 giri   | 19      |       |
| 21  | 77 | Aitor Rodríguez   | Matteoni Racing             | Aprilia      | 25   | +2 giri   | 26      |       |
| 22  | 8  | Bastien Chesaux   | Racing Team Germany         | Honda        | 25   | +2 giri   | 23      |       |
| 23  | 54 | Toby Markham      | C&L Racing                  | Aprilia      | 23   | +4 giri   | 25      |       |

### Ritirati
| Nº | Pilota              | Squadra                 | Motocicletta | Giri | Griglia |
| -- | ------------------- | ----------------------- | ------------ | ---- | ------- |
| 14 | Ratthapark Wilairot | Thai Honda PTT SAG      | Honda        | 18   | 8       |
| 95 | Ralf Waldmann       | Viessmann Kiefer Racing | Aprilia      | 5    | 20      |
| 11 | Balázs Németh       | Balatonring Team        | Aprilia      | 0    | 22      |

### Non qualificati
| Nº | Pilota           | Squadra                  | Motocicletta |
| -- | ---------------- | ------------------------ | ------------ |
| 68 | Alex Kenshington | Dennis Trollope Racing   | Yamaha       |
| 67 | Robin Halen      | Promotion Scandinavia AB | Aprilia      |

## Classe 125

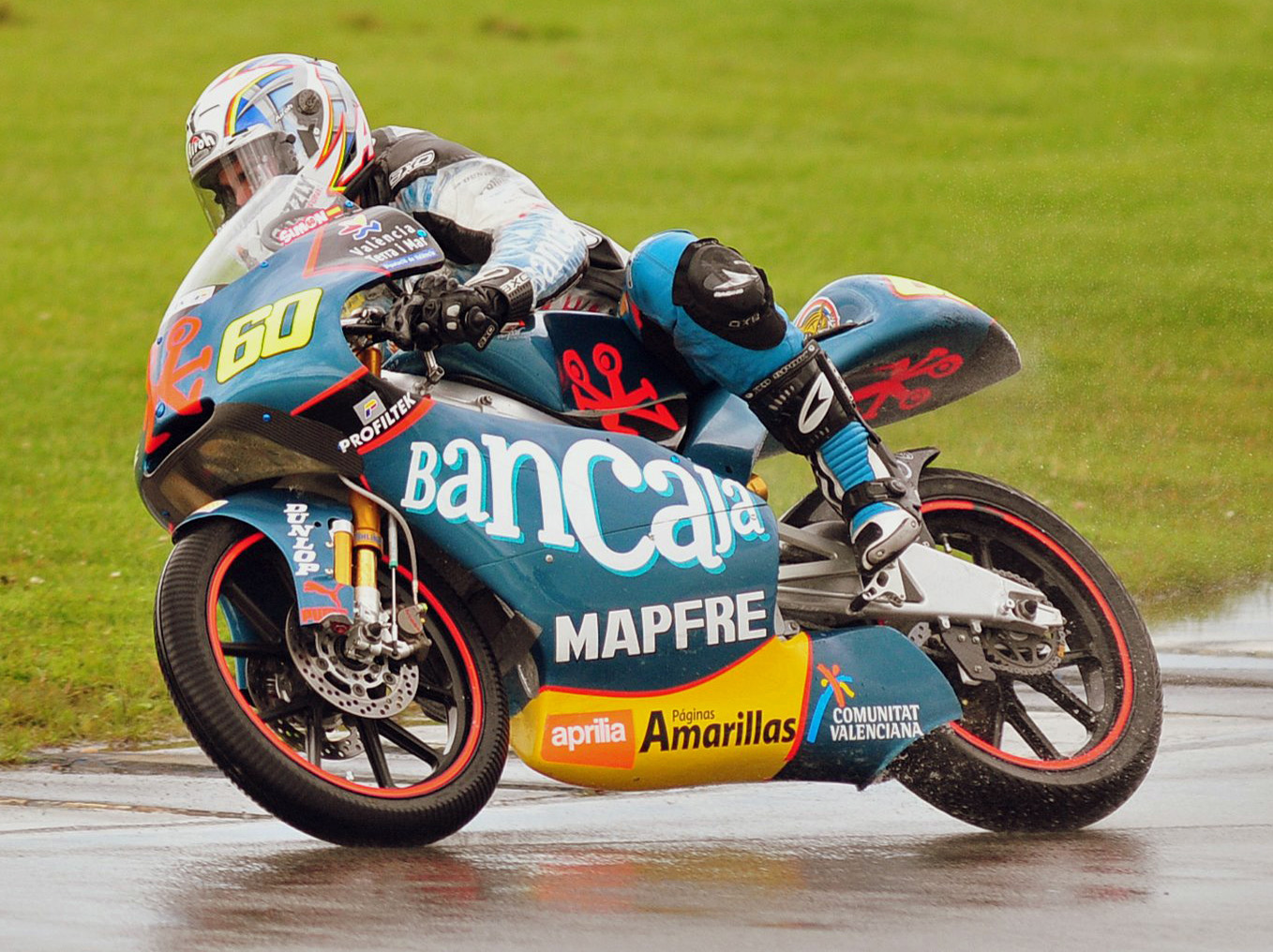
Simón, vincitore della gara della classe 125

La gara della classe 125 è stata sospesa a causa della pioggia dopo 13 giri percorsi. Più tardi è stata fatta ripartire, con la griglia di partenza determinata dall'ordine d'arrivo dell'ultimo giro percorso prima della sospensione, terminandola dopo 5 giri supplementari (per un totale di 18 giri, 7 in meno rispetto ai 25 previsti).

### Arrivati al traguardo
| Pos | Nº | Pilota             | Squadra                  | Motocicletta | Giri | Tempo     | Griglia | Punti |
| --- | -- | ------------------ | ------------------------ | ------------ | ---- | --------- | ------- | ----- |
| 1   | 60 | Julián Simón       | Bancaja Aspar            | Aprilia      | 5    | 9:12.301  | 3       | 25    |
| 2   | 24 | Simone Corsi       | Fontana Racing           | Aprilia      | 5    | +0.390    | 12      | 20    |
| 3   | 45 | Scott Redding      | Blusens Aprilia          | Aprilia      | 5    | +3.072    | 11      | 16    |
| 4   | 18 | Nicolás Terol      | Jack & Jones Team        | Aprilia      | 5    | +6.209    | 6       | 13    |
| 5   | 73 | Takaaki Nakagami   | Ongetta Team I.S.P.A.    | Aprilia      | 5    | +9.509    | 20      | 11    |
| 6   | 39 | Luis Salom         | Jack & Jones Team        | Aprilia      | 5    | +11.211   | 24      | 10    |
| 7   | 8  | Lorenzo Zanetti    | Ongetta Team I.S.P.A.    | Aprilia      | 5    | +11.572   | 22      | 9     |
| 8   | 77 | Dominique Aegerter | Ajo Interwetten          | Derbi        | 5    | +13.703   | 18      | 8     |
| 9   | 7  | Efrén Vázquez      | Derbi Racing             | Derbi        | 5    | +14.101   | 16      | 7     |
| 10  | 44 | Pol Espargaró      | Derbi Racing             | Derbi        | 5    | +15.422   | 7       | 6     |
| 11  | 71 | Tomoyoshi Koyama   | Loncin Racing            | Loncin       | 5    | +17.905   | 19      | 5     |
| 12  | 6  | Joan Olivé         | Derbi Racing             | Derbi        | 5    | +25.625   | 5       | 4     |
| 13  | 14 | Johann Zarco       | WTR San Marino           | Aprilia      | 5    | +26.793   | 23      | 3     |
| 14  | 91 | Martin Glossop     | KRP/Bradley Smith Racing | Honda        | 5    | +27.916   | 31      | 2     |
| 15  | 93 | Marc Márquez       | Red Bull KTM Moto Sport  | KTM          | 5    | +28.631   | 2       | 1     |
| 16  | 92 | Paul Jordan        | KRP/Bradley Smith Racing | Honda        | 5    | +28.999   | 35      |       |
| 17  | 69 | Lukáš Šembera      | Matteoni Racing          | Aprilia      | 5    | +30.564   | 32      |       |
| 18  | 35 | Randy Krummenacher | Degraaf Grand Prix       | Aprilia      | 5    | +34.468   | 21      |       |
| 19  | 87 | Luca Marconi       | CBC Corse                | Aprilia      | 5    | +38.709   | 33      |       |
| 20  | 38 | Bradley Smith      | Bancaja Aspar            | Aprilia      | 5    | +38.938   | 1       |       |
| 21  | 10 | Luca Vitali        | CBC Corse                | Aprilia      | 5    | +1:14.040 | 36      |       |

### Ritirati
| Nº | Pilota           | Squadra             | Motocicletta | Giri | Griglia |
| -- | ---------------- | ------------------- | ------------ | ---- | ------- |
| 53 | Jasper Iwema     | Racing Team Germany | Honda        | 4    | 25      |
| 32 | Lorenzo Savadori | Fontana Racing      | Aprilia      | 1    | 26      |
| 5  | Alexis Masbou    | Loncin Racing       | Loncin       | 1    | 28      |
| 88 | Michael Ranseder | CBC Corse           | Aprilia      | 1    | 17      |

### Non ripartiti
| Nº | Pilota           | Squadra                  | Motocicletta | Griglia |
| -- | ---------------- | ------------------------ | ------------ | ------- |
| 33 | Sergio Gadea     | Bancaja Aspar            | Aprilia      | 4       |
| 89 | James Lodge      | KRP/Bradley Smith Racing | Honda        | 30      |
| 90 | Timothy Hastings | KRP/Bradley Smith Racing | Honda        | 34      |

### Ritirati nella prima parte di gara
| Nº | Pilota           | Squadra                 | Motocicletta | Giri | Griglia |
| -- | ---------------- | ----------------------- | ------------ | ---- | ------- |
| 12 | Esteve Rabat     | Blusens Aprilia         | Aprilia      | 12   | 9       |
| 16 | Cameron Beaubier | Red Bull KTM Moto Sport | KTM          | 11   | 27      |
| 17 | Stefan Bradl     | Viessmann Kiefer Racing | Aprilia      | 2    | 13      |
| 99 | Danny Webb       | Degraaf Grand Prix      | Aprilia      | 1    | 14      |
| 11 | Sandro Cortese   | Ajo Interwetten         | Derbi        | 0    | 8       |
| 29 | Andrea Iannone   | Ongetta Team I.S.P.A.   | Aprilia      | 0    | 10      |
| 86 | Karel Pešek      | Pesek Team              | Aprilia      | 0    | 29      |
| 94 | Jonas Folger     | Ongetta Team I.S.P.A.   | Aprilia      | 0    | 15      |